# Псевдопростое число
Псевдопростое число — натуральное число, обладающее некоторыми свойствами простых чисел, являясь тем не менее составным. В зависимости от рассматриваемых свойств существует несколько различных типов псевдопростых чисел.
Существование псевдопростых является препятствием для тестов простоты, пытающихся использовать те или иные свойства простых чисел для определения простоты данного числа.

## Псевдопростые Ферма
Составное число n называется псевдопростым Ферма по основанию a, если a и n взаимно просты и {\displaystyle a^{n-1}\equiv 1{\pmod {n}}}.
Псевдопростые Ферма по основанию 2 образуют последовательность:
341, 561, 645, 1105, 1387, 1729, 1905, 2047, 2465, 2701, 2821, 3277, 4033, … (последовательность A001567 в OEIS)
а по основанию 3 — последовательность:
91, 121, 286, 671, 703, 949, 1105, 1541, 1729, 1891, 2465, 2665, 2701, 2821, … (последовательность A005935 в OEIS)
Число, являющееся псевдопростым Ферма по каждому взаимно простому с ним основанию, называется числом Кармайкла.

## Псевдопростые Эйлера — Якоби
Нечётное составное число n называется псевдопростым Эйлера — Якоби по основанию a, если оно удовлетворяет сравнению
{\displaystyle a^{(n-1)/2}\equiv \left({\frac {a}{n}}\right){\pmod {n}},}
где {\displaystyle \left({\frac {a}{n}}\right)} — символ Якоби. Так как из этого сравнения следует, что {\displaystyle a^{n-1}\equiv 1{\pmod {n}},} то всякое псевдопростое Эйлера — Якоби также является псевдопростым Ферма (по тому же основанию).
Псевдопростые Эйлера — Якоби по основанию 2 образуют последовательность:
561, 1105, 1729, 1905, 2047, 2465, 3277, 4033, 4681, 6601, 8321, 8481, 10585, … (последовательность A047713 в OEIS)
а по основанию 3 — последовательность:
121, 703, 1729, 1891, 2821, 3281, 7381, 8401, 8911, 10585, 12403, 15457, 15841, … (последовательность A048950 в OEIS)

## Псевдопростые Фибоначчи
Основная статья: Псевдопростое число Фибоначчи

## Псевдопростые Люка
Основная статья: Псевдопростое число Люка

## Псевдопростые Перрина
Составное число q называется псевдопростым Перрина, если оно делит q-е число Перрина P(q), задаваемое рекуррентным соотношением:
P(0) = 3, P(1) = 0, P(2) = 2,
и
P(n) = P(n − 2) + P(n − 3) for n > 2.

## Псевдопростые Фробениуса
Псевдопростое число, прошедшее трёхшаговый тест принадлежности к возможно простым числам, разработанный Джоном Грантамом (Jon Grantham) в 1996-м году.

## Псевдопростые Каталана
Нечётное составное число n, удовлетворяющее сравнению
{\displaystyle (-1)^{\frac {n-1}{2}}\cdot C_{\frac {n-1}{2}}\equiv 2{\pmod {n}},}
где Cm — m-ое число Каталана. Сравнение верно для любого нечётного простого числа n.
Известно только три псевдопростых чисел Каталана: 5907, 1194649, и 12327121 (последовательность A163209 в OEIS), причём два последних из них являются квадратами простых чисел Вифериха. В общем случае, если p — простое число Вифериха, то p2 — псевдопростое Каталана.